# Festa della Rificolona

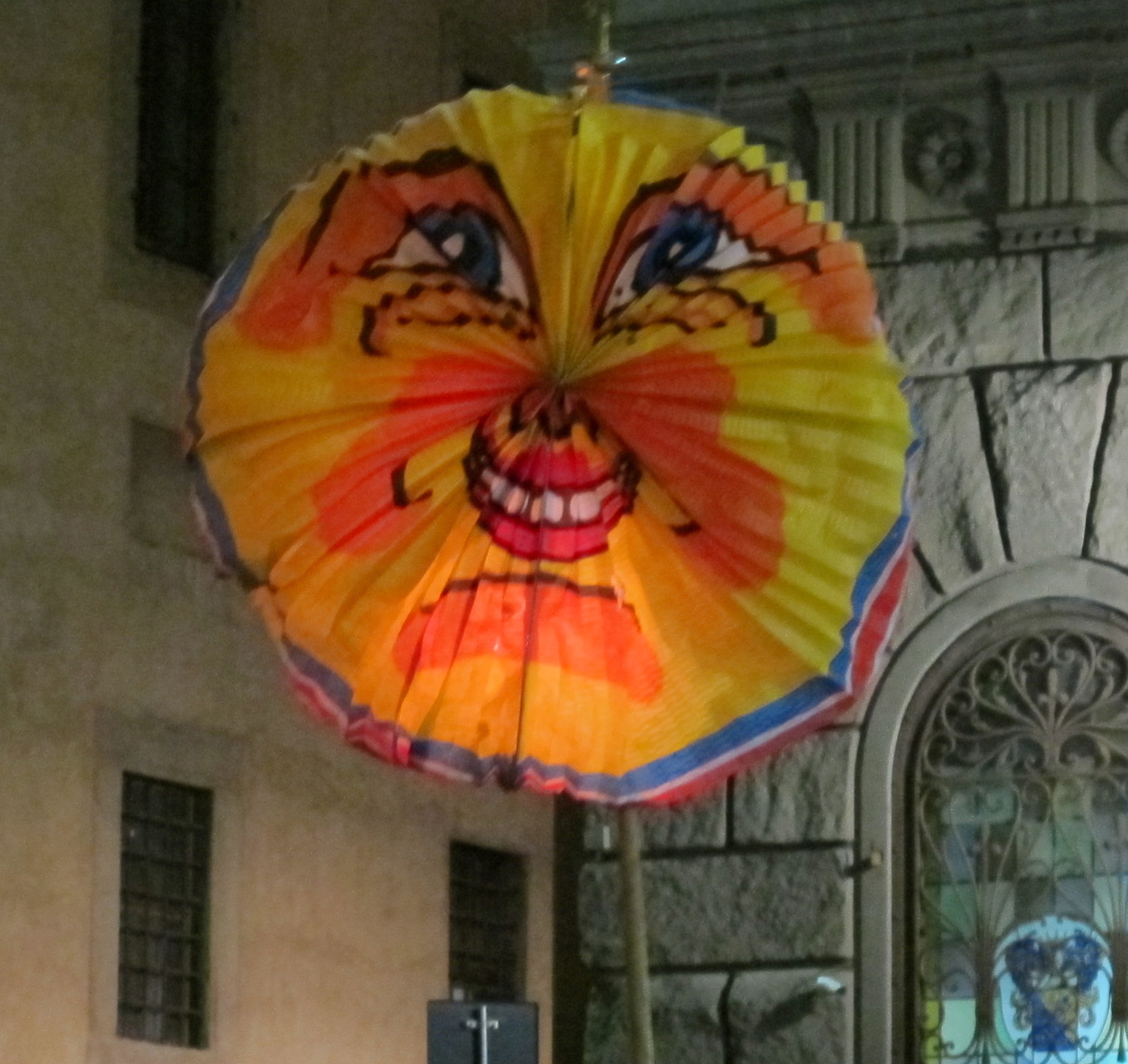
Rificolona

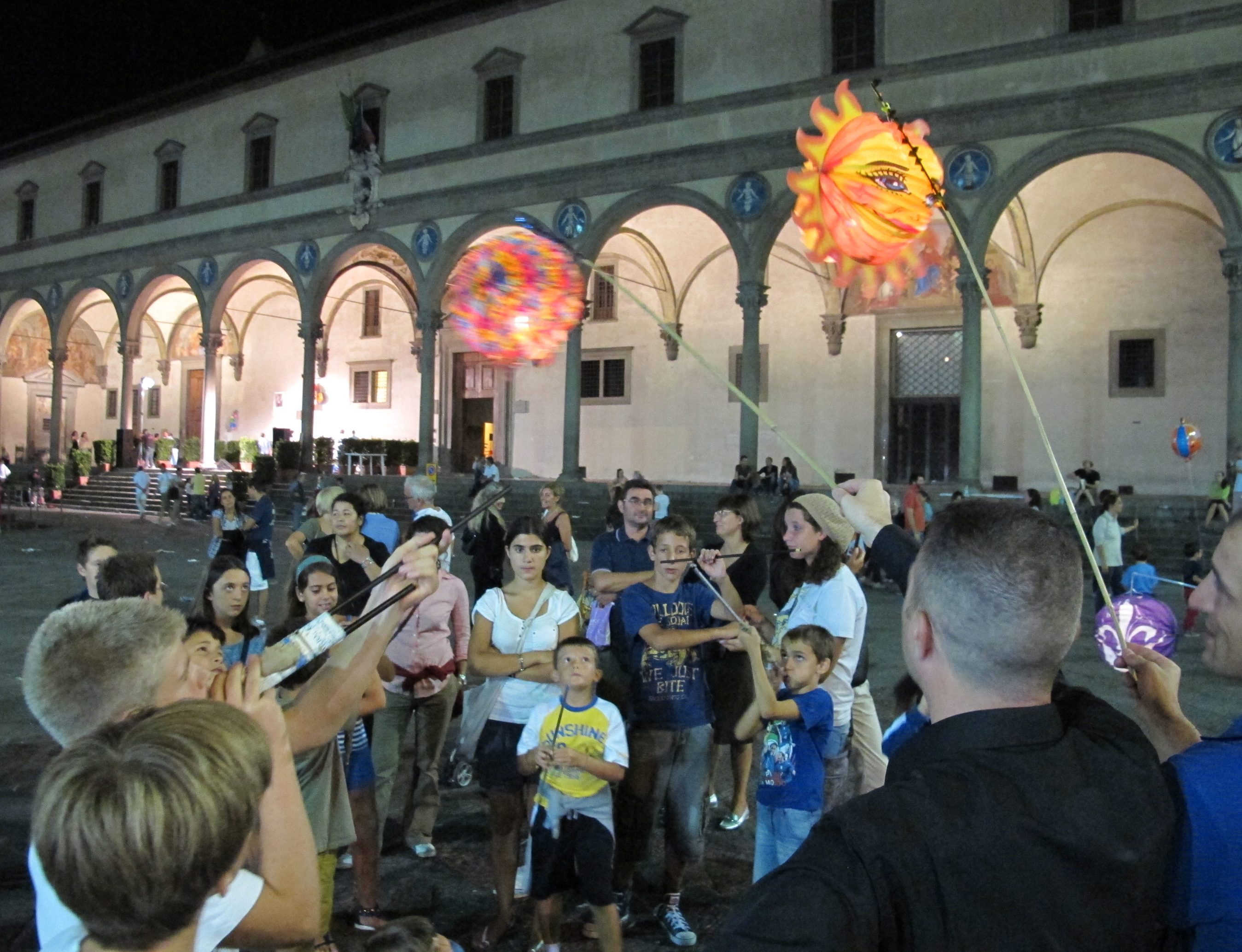
Bambini che mirano con le cerbottane a una rificolona. Lo scopo è spegnerla o, ancora meglio, incendiarla

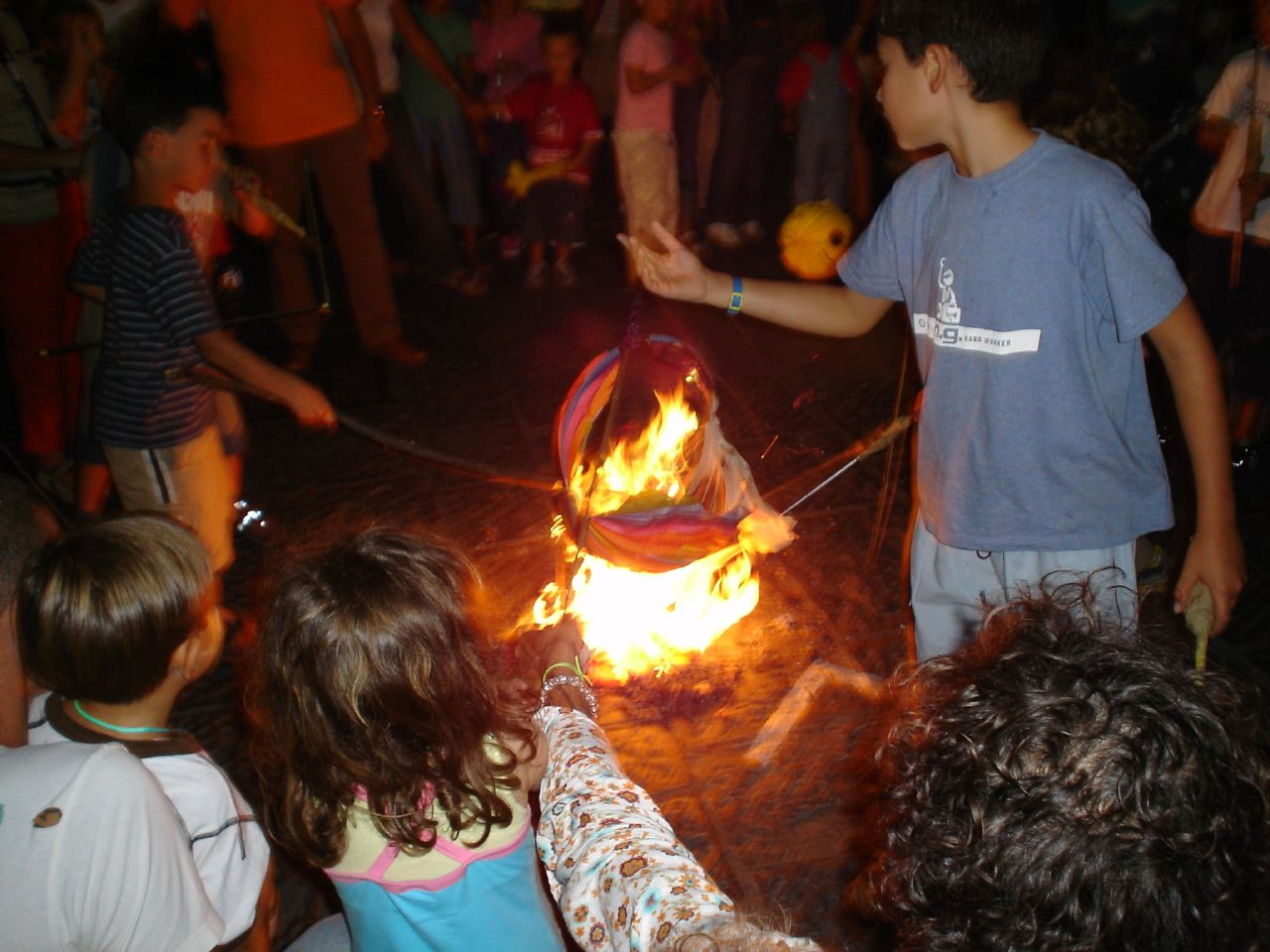
Falò delle Rificolone in piazza Santissima Annunziata

La festa della Rificolona è un evento tradizionale del folklore popolare fiorentino, organizzata nelle parrocchie della diocesi di Firenze ogni 7 settembre, per il calendario liturgico vigilia della natività di Maria.

## Origine della festa
L'origine di questa festa, che conserva e tramanda fra i ragazzi di Firenze l'uso di portare in giro dei lampioncini di carta colorata, modellati nelle forme più varie e bizzarre, con tanto di lumicino all'interno, appesi in cima ad una canna, risale con tutta probabilità alla metà del Seicento, ed è da ricollegare all'arrivo in città di tanti contadini e montanari che, provenienti sia dal vicino contado che dalle zone più impervie del Casentino e della Montagna Pistoiese, venivano in città per festeggiare la natività della Madonna nella basilica della Santissima Annunziata.
Oltre ad essere spinti dal devoto pellegrinaggio, quella gente approfittava dell'occasione per venire a vendere la propria mercanzia alla fiera-mercato che si svolgeva l'indomani sulla piazza antistante la basilica, in via dei Servi e nelle immediate adiacenze. Per poter trovare, però, un buon posto che consentisse un sicuro e totale smercio dei filati, pannilini, funghi secchi e formaggi che avevano portato, questi coloni partivano dalle loro abitazioni molto tempo prima e, nella notte, si rischiaravano l'insicuro cammino con lanterne di varia forma appese in cima a bastoni, canne o pertiche. E proprio con queste multicolori lanterne di carta o tela, aperte in cima per consentire alla candela o al sego dello scodellino di bruciare, giungevano a Firenze la sera prima della fiera, bivaccando la notte nei loggiati della chiesa della Santissima Annunziata e degli altri edifici della piazza dove, alla tremula luce dei loro lampioncini, cantavano laudi alla Vergine fino a tarda notte.

### Origine del nome
Questi pellegrini a volte non riuscivano però a chiudere neppure un occhio per il fracasso fatto dalle brigate dei giovani fiorentini che si riversavano nella piazza, divertendosi un mondo alle spalle dei campagnoli con una sfrenatezza indisciplinata che spesso rasentava l'insolenza. I contadini borbottavano, brontolavano, subivano ma in cuor loro si riproponevano di mettere tutto sul conto dei profitti l'indomani mattina alla Fiera della Nunziata rincarando adeguatamente i prezzi della mercanzia. La gente del contado, goffa ed incerta nel camminare, anche perché carica di prodotti contenuti in ingombranti ceste e panieri e scioccata dall'impatto con la città, vestiva in modo rustico e certamente non doveva essere un modello di eleganza e di buon gusto. Le donne, specialmente, erano oggetto di particolari e allegre canzonature e di salaci commenti da parte dei giovani fiorentini, già per natura predisposti al frizzo e allo scherzo. Per questi giovani, il 7 settembre, era diventato un appuntamento obbligato al quale non si poteva e non si doveva mancare; le strane fogge dei ruvidi vestiti indossati dalle brave e inesperte campagnole, dai larghi fianchi e dagli abbondanti seni e posteriori, provocavano allusioni, dileggio e quindi matte risate. Era un divertimento, a volte, smodato, diretto quasi totalmente alle povere fierucolone o fieruculone come essi così le chiamavano, sia perché partecipavano alla fierucola e sia per i loro vistosi deretani. Infatti se la radice fiero ha attinenza con fiera o fierucola, la desinenza colone o culone dovrebbe oggettivamente riferirsi a colone in quanto di campagna o, piuttosto, ai loro floridi posteriori.
Da fieruculona si ebbe in seguito, per corruzione, la parola rificolona che tuttora si usa comunemente quale espressione critica, allegra e scanzonata verso una donna vestita e truccata senza gusto, in modo vistosamente eccentrico.

## La festa negli anni

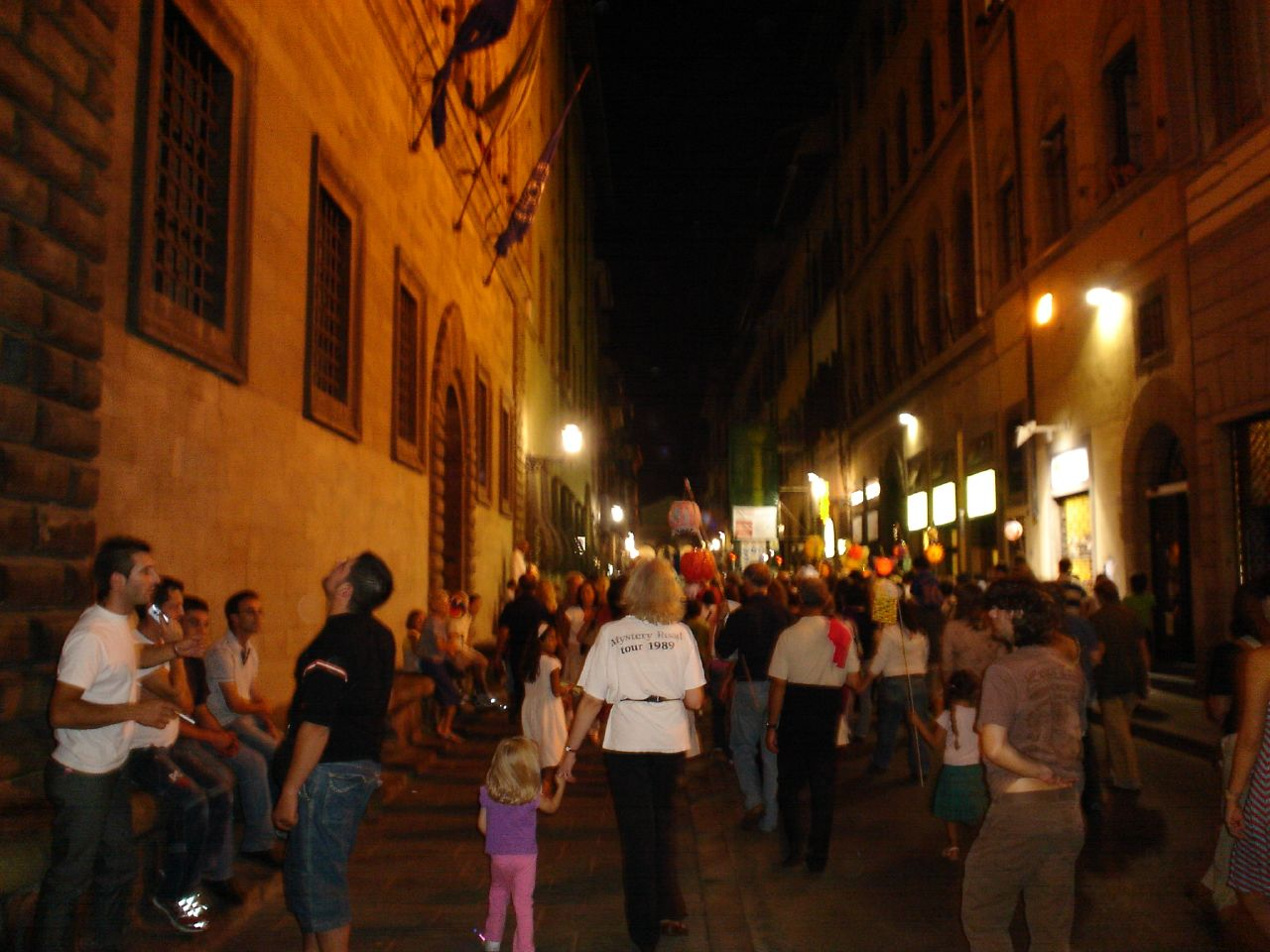
Rificolone in via dei Servi

Con l'andare del tempo, per l'appuntamento notturno del 7 settembre, in città, per dare un tono più fantasioso e canzonatorio a quella che era divenuta una vera e propria tradizione, si cominciarono a costruire lanterne, ispirandosi a quelle dei contadini ed alle forme delle loro donne, raffiguranti appunto goffe figure femminili con un lume sotto la sottana, appese a lunghe canne e portate in giro con gran baccano di campanacci, sibili (emessi con certi fischietti di coccio che assordivano), urla e motteggi vari. In queste pittoresche e confusionarie scene popolari, veniva cantata e ricantata la caratteristica cantilena "ona, ona, ona ma che bella rificolona!" e può proseguire "La mia l'è co' fiocchi e la tua l'è co' pidocchi. E l'è più bella la mia di quella della zia...", immortalata anche dal commediografo fiorentino Augusto Novelli nella famosa operetta in vernacolo L'acqua cheta, divenuta popolare come l'altrettanto popolarissimo stornello rimasto in uso fino ai nostri giorni, cantato in allegria da grandi e piccini durante la festa. Un'altra tiritera, quasi dimenticata, diceva: Bello, bello, bello, chi guarda l'è un corbello.
Al colmo del baccano succedeva poi che alcuni gruppetti di giovani tirassero bucce di cocomero contro le rificolone per farle incendiare, cosa che si verificava immancabilmente dato il materiale infiammabile col quale venivano fabbricate. Con questa spietata caccia alle rificolone, la festa, dopo la mezzanotte, volgeva al termine, con la tacita intesa che l'anno dopo avrebbe nuovamente allietato la sera del 7 settembre.
Dell'antica festa è rimasto anche il "mercato": La Fierucola del Pane, che dal 1984 si presenta in piazza SS. Annunziata il primo fine settimana del mese di settembre.
La Fierucola propone prodotti biologici, artigianato manuale e tradizionale, privo di inquinanti, convegni sulla biodiversità, la difesa delle produzioni tipiche nell'ambito della cultura locale.
Come nell'antichità, oggigiorno le piccole aziende agricole portano in piazza i loro prodotti permettendo ai cittadini di approvvigionarsi e di riscoprire sapori tradizionali della tradizione contadina.

## Nei giorni nostri

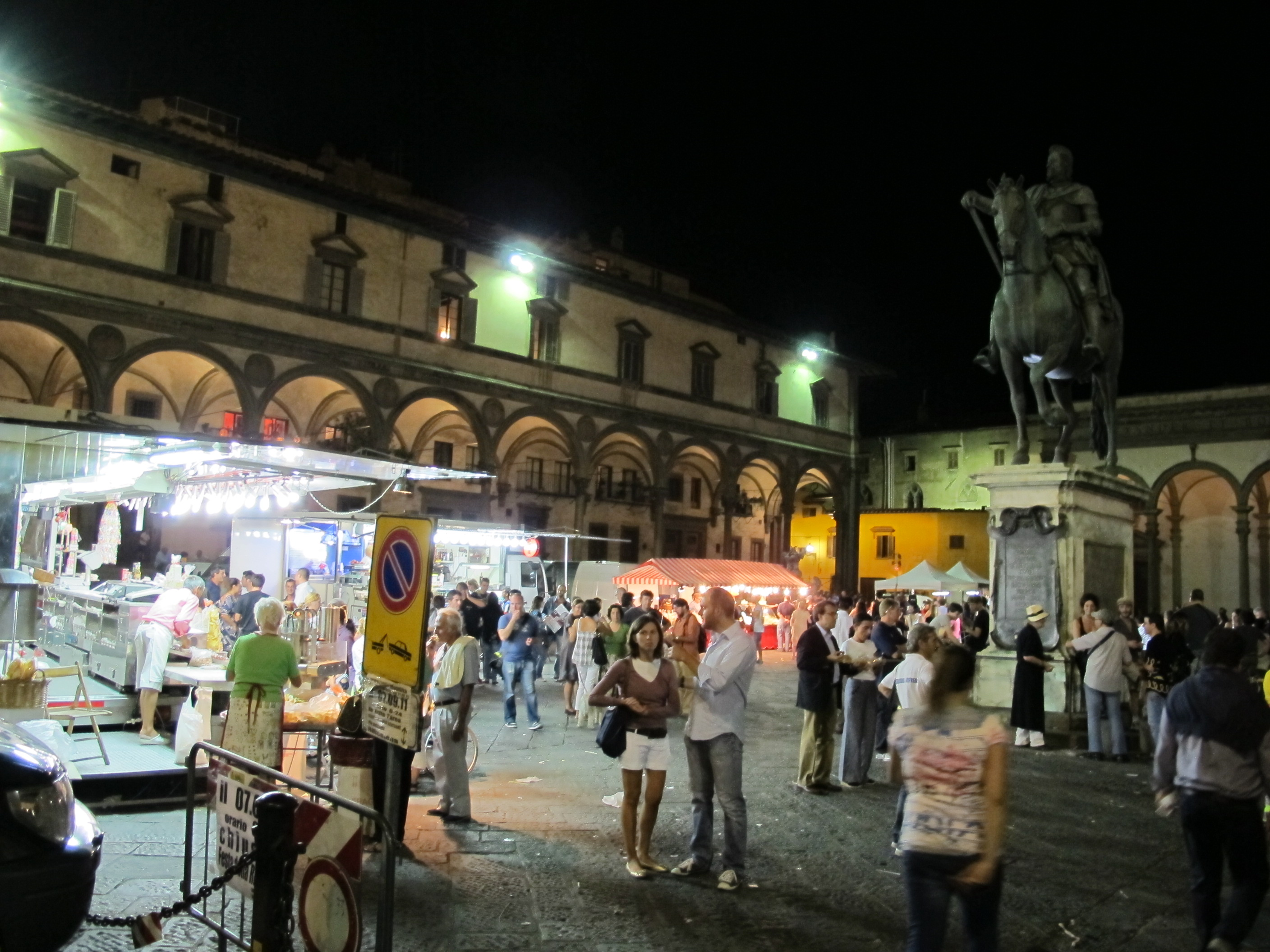
La fiera nella Santissima Annunziata

La festa anche ai nostri giorni continua a vedere protagoniste le rificolone, anche se la loro forma non è più quella di una volta. Dalle classiche sagome delle goffe montanine si passò poi a raffigurare fette di cocomero, mezzelune, fanali, che molto spesso gli stessi ragazzi realizzavano con carta colorata su un telaio di stecche di canna e fil di ferro. Adesso il fai da te non è quasi più di moda, e l'acquista e getta ha dato mercato alle rificolone cinesi d'importazione e a quelle più sofisticate rappresentanti aerei, missili e personaggi tipici dei fumetti, costruite industrialmente. Comunque, comprati o no, i lampioncini variopinti si vedono ancora appesi un po' ovunque, alle finestre dei palazzi, nelle case popolari, sui lungarni e per le strade dove risuona sempre l'antica cantilena di ona, ona, ona ma che bella rificolona... , e si consumano i consueti incendi delle rificolone, provocati non più da smodati lanci di bucce di cocomero ma da precisi tiri effettuati con raffinate cerbottane usando stucco o argilla. Negli anni cinquanta questa pittoresca festa fiorentina si svolse anche sull'Arno e precisamente a monte del fiume, nel tratto fra Bellariva e la pescaia di San Niccolò. Si assisté così alla sfilata delle rificolone in edizione fluviale: allegorie in cartapesta su maestosi barconi infiorati e illuminati da centinaia di multicolori lampioncini di carta che scivolavano lenti sull'acqua assieme a piccole barchette amorevolmente artigianali, riscuotendo, nel breve viaggio, applausi dall'una all'altra riva.
Attualmente la festa vive di nuovo vigore sia sul fiume che sulla terraferma, non solo in piazza Santissima Annunziata ma anche in molti quartieri della città e comuni della provincia.